# Агасфер

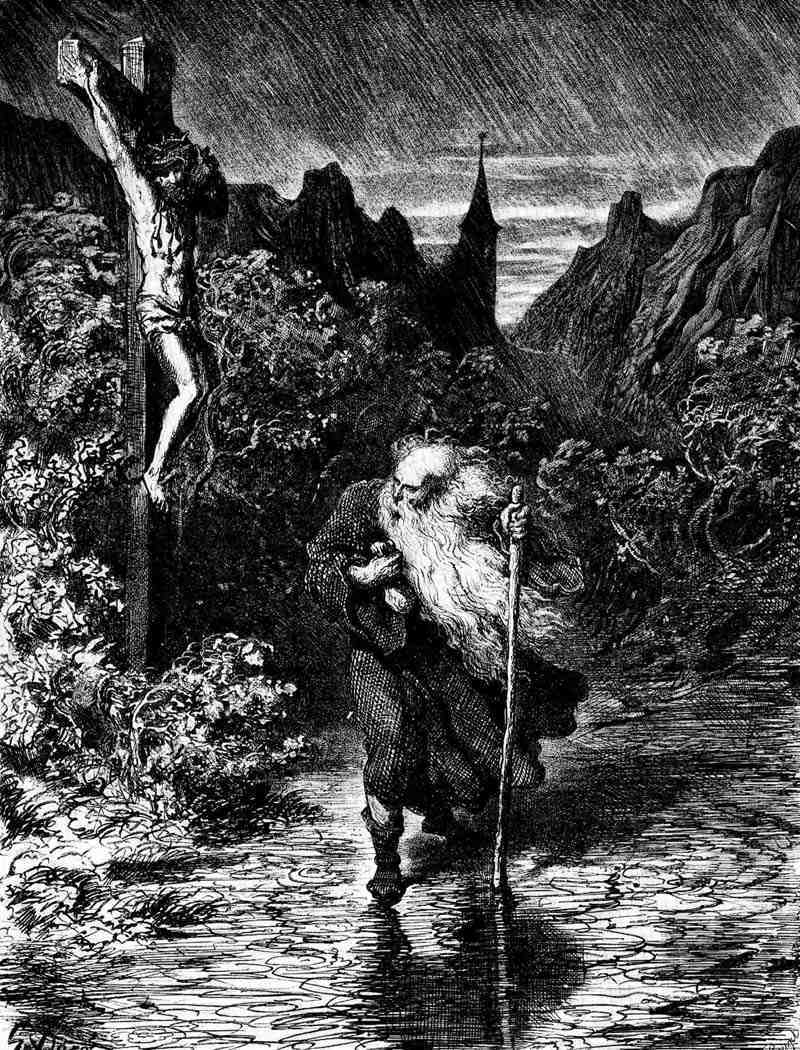
Гюстав Доре «Вечный жид»

Агасфе́р (лат. Ahasverus), или Вечный жид — легендарный персонаж, по преданию обречённый скитаться из века в век по Земле до Второго пришествия Христа. Фигура «Вечного жида» появляется в сюжетах европейской литературы и живописи.

## Сюжет
Данный сюжет, послуживший материалом для многих литературных, поэтических и живописных произведений, как он рисуется в своём окончательном виде, следующий: иудей-ремесленник, мимо дома которого вели на распятие Иисуса Христа, нёсшего свой крест, отказал Иисусу и оттолкнул его, когда тот попросил позволения прислониться к стене его дома, чтобы отдохнуть, и за это был осуждён на скитание по земле до Второго пришествия и вечное презрение со стороны людей.
Диалог Агасфера и Христа, обычно входящий, с разными вариациями, во все версии: «Иди, чего медлишь?» — «Я могу медлить. Но труднее будет медлить тебе, ожидая Моего прихода»; либо «Иди, на обратном пути отдохнёшь» (подтекст: Ты Сын Божий, так воскресни после распятия и отдохни на обратном пути) — «И ты будешь вечно идти, и не будет тебе ни покоя, ни смерти»; либо «Я пойду, но и ты пойдёшь и будешь Меня ждать».
Сущность легенды, если отвлечься от некоторых частностей, — воздаяние Божества человеку, выражающееся в вечном скитании или вечных муках человека, согрешившего против Божества.

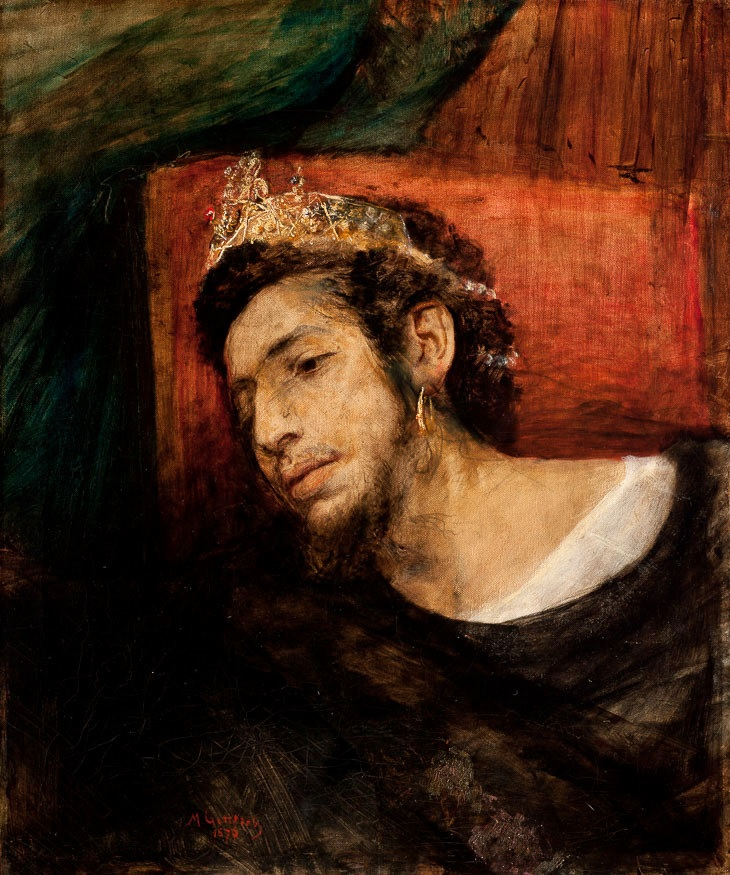
Мауриций Готтлиб, Агасфер, 1876

Близкими к Агасферу в этом отношении являются и легенда о Прометее, вечно терзаемом хищной птицей, и легенда о Каине, осуждённом, как и Агасфер, на вечное скитание по земле, и Сизиф, обречённый вечно поднимать на гору камень, и наконец легенды о Тангейзере и Летучем голландце.
Как и эти последние, легенда об Агасфере возникла, по-видимому, при столкновении христианства с языческими верованиями; при вытеснении христианством остатков этих верований и получилось «приспособление» языческой или иудейской легенды к христианству. При этом мотив мести вполне отчётливо сохранился и в новой редакции.
Большое число вариантов легенды в византийских сказаниях показывает огромное её распространение в фольклоре.
Тут и кузнец, ковавший гвозди для Христа и обречённый вечно ковать их, и Иуда Искариот, осуждённый на вечное скитание; многие из преданий о загробных муках относятся к тому же типу.
В Европе первые дошедшие до нас варианты изложенной в начале статьи легенды относятся к довольно позднему времени — к XIII веку. Судя по тому, что подобные легенды отчасти включены в путешествия к святым местам, можно было бы думать, что они заимствованы из византийских и восточных источников, но можно допустить, что они возникли и самостоятельно, так как месть являлась общераспространённым обычаем.
Итальянская версия, где герой называется Buttadeo или Bottadio («ударивший Бога»), не носит на себе заметных следов заимствований с Востока; в итальянском фольклоре герой — личность, которая уже утратила следы своего преступления; это просто добрый волшебник, дающий добрые советы и выручающий из беды.
Иной представляется версия, исходящая из среды монахов-начётчиков, хранителей легенд и апокрифов. Так, английский хронист монах из Сент-Олбанса Роджер из Вендовера в своём сочинении «Цветы истории» записал рассказ посетившего в 1228 году Англию архиепископа Великой Армении, у себя на родине лично встречавшегося с «вечным жидом», назвавшим себя Картафилом (лат. Cartaphilus), что значит «привратник». По словам последнего, он служил привратником у самого Понтия Пилата, и за то, что ударил идущего на Голгофу Христа был им проклят и обречён на вечное ожидание Второго пришествия, после чего крестился и вёл праведную жизнь. Ударение в данном случае ставилось на том, что человек этот был живым свидетелем дел Спасителя. Позднее эту историю включил в свою сводную «Большую хронику» монах того же аббатства в Сент-Олбансе Матвей Парижский.
Имя героя впоследствии истолковывалось схоластиками как καρτα φιλος, что значит «очень любимый»; этот эпитет прилагается в Евангелии от Иоанна к тому ученику, который возлежал у груди Иисуса во время тайной вечери и к которому обращены слова Иисуса: «Если я хочу, чтобы он остался, пока я не приду — что тебе до того?»… (Ев. Иоан., XXI, 22).
Но такое толкование евангельского стиха — толкование софистическое, хотя бы потому, что следующий же стих опровергает его. Никаких намёков на легенду об Агасфере в Евангелии нет. Напротив, ясно, что легенда в специфически-христианских версиях гораздо более позднего происхождения, чем Евангелие.
Во втором варианте, где имя героя Buttadeus, или Малх (имя раба Кайафы — Иоан., XVIII, 10), или Ян Родуин (чисто национальное имя) и так далее, герой осуждён блуждать в каменном подземелье; это по-видимому притча, иллюстрирующая проповеди монахов, а в дальнейшем второй вариант приобретает характер описания чудес в авантюрном романе (уже в XVI—XVII веках).
Таким образом в легенде нашли отражение: 1) народные сказания и 2) новое религиозное учение, которое в эпоху возникновения легенды исходило уже из среды проповедников и монахов, социально (отчасти и национально) чуждой народу; развитие легенды в дальнейшем идёт также по двум руслам — фольклорному (крестьянская среда) и книжному (среда монашества).
Именно в народной среде герой стал евреем, караемым Христом за весь свой народ и часто символизирующим его. Еврейство, рассеянное по Европе, скитающееся и преследуемое, могло легко дать материал для такого образа. Однако окончательная, изложенная в начале версия легенды дошла до нас лишь в образцах XVI—XVII веков, и столь распространённое название «Вечный Жид» (лат. «judeus immortalis» — «бессмертный еврей», итал. «l’ebreo errante», фр. «le juif errant», англ. «the wandering Jew» — «странствующий еврей», нем. «der ewige Jude», чешское и польское «wieczny Żyd» — «вечный Жид») средним векам неизвестно.
Немецкая книга об Агасфере — самый ранний вариант последней версии — относится к 1602 и описывает встречу епископа Эйцена с Агасфером в 1564. Всевозможные описания скитаний Агасфера по разным местам Европы на всех языках исходят частью от немецкой книжки, частью от средневекового Буттадея или Картафила, а сама немецкая книжка опирается на французскую обработку хроники Мэтью Парижского.
Как доказал Гастон Парис в 1880, эта окончательная версия — плод протестантского миссионерства. Орфография имени, Ahasverus, более точно воспроизводящая библейское «Ахашверош» (соответствует Артаксерксу в книге Есфирь; возможно, Ксеркс I — см. Пурим), исходит исключительно от протестантов, культивировавших еврейский язык. Католические переводы Библии дают «Assuerus».
Протестантские теологи, начиная с самого Лютера, лелеяли мечту об обращении в новую, «подлинно христианскую» религию народа, доселе упорно сопротивлявшегося всем миссионерам. В качестве агитационного приёма служила Лютеру и гуманистическая проповедь (см. «гуманизм» и «возрождение») о равноправии евреев и свободе совести; как агитационный приём использована была и эта легенда в новом преломлении. Протестантское учение о предопределении вполне гармонировало с легендой о гонимом и преследуемом за своё «преступление» народе-скитальце.
Фольклорные версии легенды и отголоски их в исторических, историко-культурных и богословских трудах XVII—XVIII веков чрезвычайно многочисленны. Политический и экономический кризис в Германии и Франции в первую половину XVII века способствовал росту суеверий и мистических настроений и был благодарной почвой для развития подобных преданий.
Неизвестная немецкая или нидерландская версия рассказа об Агасфере, датированная 1663 г., ещё в XVII в. попала в Россию, была переведена на русский язык и начала распространяться в рукописной книжной традиции.

## Агасфер в литературе

### XVIII век
В художественную литературу Агасфер вошёл во второй половине XVIII века, в эпоху поэзии «мировой скорби». Эта поэзия не могла пройти мимо старых героев, символизирующих жажду жизни и тягу к смерти, титанические порывы, стремление к всеобщей катастрофе.
Первый образец литературного воплощения Агасфера — «лирическая рапсодия» Шубарта «Der ewige Jude» (1783), где Агасфер — воплощение желания смерти, неудовлетворённого и бесконечно мучительного; поэма кончается переменой судьбы Агасфера в «христианском духе»: Агасфер добивается покоя и смерти.
Гёте, начав своего «Der ewige Jude» в романтическую эпоху «Бури и натиска» (1792), бросил его неоконченным, поняв противоречие дохристианского остова легенды с его христианской интерпретацией. В сохранившемся фрагменте имеется налицо сатирический элемент.
Агасфер упоминается в романе Яна Потоцкого «Рукопись, найденная в Сарагосе».

### XIX век
Чисто философскую, свободную от пессимизма трактовку сюжета даёт Эдгар Кинэ, известный историк-философ. В его мистерии «Ahasverus» (1833) окончательно исчезает национальный мотив и мотив жажды смерти; Агасфер — символ творческой активности человечества; бессмертие Агасфера интерпретируется как победа над смертью, и Агасфер, примирённый с богом, становится творцом нового, преображённого мира. В этом произведении Кинэ отразились увлечения французской буржуазной интеллигенции 1820-х—1830-х гг. так называемой «религией прогресса».

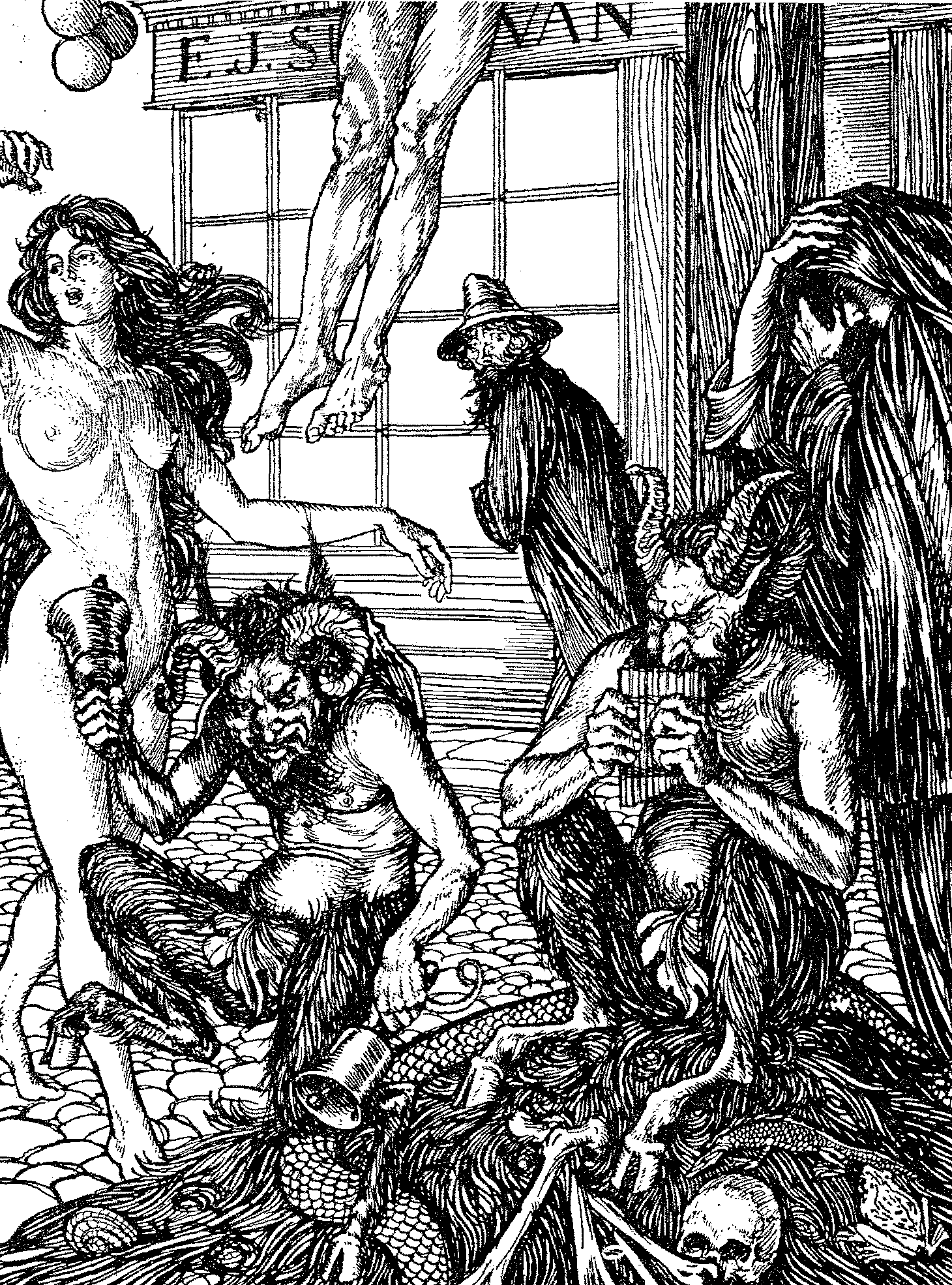
Тейфельсдрек на Монмаут-стрит. Иллюстрация Эдмунда Салливана к Sartor Resartus’у Томаса Карлейля.

Томас Карлейль в своём «Sartor Resartus’е» (1834) несколько раз сравнивает главного героя Диогена Тейфельсдрека с вечным жидом (в том числе, по-немецки — der ewige Jude, — намекая, возможно, на рапсодию Шубарта).
Иное оформление легенды об Агасфере — в плане авантюрном и фантастическом, на обычной для этого сюжета мистической основе — представляет собой баллада Ленау «Der ewige Jude» (1839), где Агасфер — галлюцинация охотника, увидевшего медаль с изображением Вечного Жида, которая была сделана из пули, расплющившейся о тело Агасфера. Это яркий пример романтической композиции, в противоположность ещё классическим приёмам Шубарта и Гёте.
Роман Эжена Сю «Le Juif errant» (1845) соединяет авантюрную, полубульварную фантастику с сатирой на иезуитов и с протестом против угнетения пролетариата. Переведён на русский в 1894 году Е.Ильиной.
Эпигон романтизма, француз Эдуард Гренье в поэме La Mort du juif-errant (1857), и Василий Жуковский в неоконченной поэме «Странствующий жид» (1852) следуют схеме Шубарта. Жуковский варьировал композиционное построение, ведя рассказ от первого лица. Поэма Жуковского писана под влиянием фрагмента Шелли, чем объясняется заглавие «Странствующий (англ. wandering) жид».
Дюма посвятил герою роман «Исаак Лакедем» (1853). В песне Беранже «Le Juif errant» Агасфер — образ страждущего человечества. В поэме Гамерлинга «Ahasverus in Roma» (1868) противопоставлены жажда смерти Агасфера и жажда жизни и развлечений императора Нерона, сжигающего по совету Агасфера Рим во имя наслаждения. Жажда смерти Агасфера в конце торжествует: пресыщенный Нерон погибает.
Тот же пессимизм проявляется и у итальянца Артуро Графа, поэта пессимизма, пришедшего к мистике и оккультизму. Его драма «Фауст и Агасфер» (сборник «Poemetti Drammatici», 1891) основана на той же антитезе и проникнута тем же настроением, что и поэма Гамерлинга.
В 1893 году Льюис Уоллес опубликовал роман «Падение Царьграда», в котором Вечный Жид выведен в образе таинственного князя Индии.
Странствия Агасфера по мировой литературе подытожил в конце XIX века Рудольф Касснер в своей диссертации об образе Вечного Жида в поэзии различных народов (1897).

### XX век
В XX столетии образ Агасфера развили, среди других, Киплинг в новелле «Вечный Жид», Аполлинер в новелле «Пражский прохожий», Борхес в новелле «Бессмертный», Пер Лагерквист в повестях «Сивилла» и «Смерть Агасфера», Габриэль Гарсиа Маркес в романе «Сто лет одиночества», Стефан Гейм в романе «Агасфер», Жан д’Ормессон в книге «История Вечного Жида» (1991).
Этот образ продолжает сохранять свою привлекательность и для массовой литературы, например, Агасфер действует как частный сыщик в детективно-оккультных рассказах Эдварда Хоха.
В рассказе О. Генри «Дверь, не знающая отдыха» пьяный сапожник Майк О’Бадер приходит в редакцию провинциальной газеты и заявляет, что он тот самый иерусалимский сапожник Майкоб Адер, который не позволил Христу отдохнуть у двери своего дома по пути на распятие и был за это осуждён жить до Второго пришествия; при этом Майк О’Бадер настаивает, что он не еврей.
В русской литературе XX века необходимо отметить интересную «рапсодию» Владимира Богораза «Агасфер», заостряющую национальный мотив, а также оригинальную трактовку братьев Стругацких в романе «Отягощённые злом, или Сорок лет спустя» (1988), отождествляющих Агасфера с Иоанном Богословом.
В романе Ильфа и Петрова «Золотой телёнок» Остап Бендер в ответ на новую версию иностранного журналиста мифа об Адаме и Еве в антураже советского общества изложил остроумную легенду-повесть о Вечном Жиде, захотевшем посмотреть на просторы Днепра, но пойманном петлюровцами и зарубленном ими.
В повести Всеволода Иванова «Агасфер», действие которой происходит в Москве 1944 года, к советскому писателю приходит человек, представляющийся как «космополит Агасфер», и рассказывает, что он богослов из Гамбурга Пауль фон Эйтцен, в XVI веке сам выдумавший легенду об Агасфере, чтобы добиться славы и богатства, но затем против своей воли превратившийся в настоящего Агасфера.
В трилогии А. Валентинова «Око силы» «Агасфер—Вечный—Иванов» является представителем разумной, но нечеловеческой силы (причем не имеется в виду пришелец или классический сатана), пытающийся подправить историю России, начиная с революции 1917 года. По мнению А. Валентинова одна и та же личность (Агасфер), пользуясь различными масками, управляла Советским Союзом и по мере старения биологических прототипов меняла их.
В «Звёздных дневниках Ийона Тихого» Станислава Лема Вечный Жид появился в результате попыток скорректировать историю человечества путём отправки в прошлое тайных агентов. «Что до Спинозы, то он, не спорю, был безусловно порядочный человек, однако по недосмотру допустил крестовые походы. (…) Я не знал, как быть со Спинозой — Греция уже трещала по швам от подобных мыслителей, — и сначала велел гонять его взад-вперед через все столетия с сорокавековой амплитудой; отсюда возникла легенда о Вечном Жиде».
Акутугава Рюноске в одноимённом рассказе размышляет о Вечном Жиде.
В СССР роман "Вечный жид"  был опубликован под другим названием "Агасфер"  и только в 1990 году, во время распада СССР.

### XXI век
О судьбе Агасфера, поднявшего руку на пророка, повествует роман узбекского писателя Исажона Султона «Вечный скиталец» (2011), «The Eternal Wanderer» (2019).
Агасфер (Ага Сафар, Агаспаров) — один из персонажей романа Геннадия Прашкевича «Стрела Аримана».
Появляется в манге и аниме Корэ Ямадзаки «Невеста чародея», где носит сразу три имени — Иосиф, Агасфер и Картафил.
Вместе с Картфилом и Малхом появляется в романе Григория Зотова «Апокалипсис Welcome».

## Кинематограф
- «Вечный Жид» (1904, Le Juif errant) — фильм Жоржа Мельеса.
- «Вечный Жид» (1921, The Wandering Jew) — фильм Отто Крейслера (Otto Kreisler).
- «Вечный Жид» (1923; 1933, The Wandering Jew) — фильмы Мориса Элви, в заглавной роли последней ленты — Конрад Фейдт.
- «Вечный Жид» (1933, The Wandering Jew) — фильм Джорджа Роуленда.
- «Вечный Жид» (1940, Der Ewige Jude) — нацистский фильм Фрица Хипплера
- «Вечный Жид» (1948, L’Ebreo errante) — фильм Гоффредо Алессандрини, в заглавной роли — Витторио Гассман.
- «Вечные Жиды» (1959, Periplanomenoi Ioudaioi) — фильм Василиса Георгиадиса.
- «Седьмое знамение» (1988, The Seventh Sign) — фильм Карла Шульца.
- «Агасфер» (2018) — фильм Алины Поличук.
- В сериале Песочный человек, основанном на одноимённом комиксе, владыка снов Морфей даёт человеку по имени Хоб вечную жизнь, и встречается с ним раз в сто лет, чтобы спросить, не надоело ли ему жить. В сериале их ошибочно принимают за дьявола и Вечного жида, соответственно.

## Музыка
- У финской дум-метал группы «Reverend Bizarre» есть композиция «The Wandering Jew» в альбоме «Harbinger Of Metal».
- Российский рэпер Oxxxymiron в 2011 году выпустил альбом «Вечный жид», и в этот альбом вошла одноимённая композиция.
- Российский рэпер Noize MC выпустил, совместно с вокалистом группы P.O.D. Полом Сандовалом, трек под названием «Chasing the horizon» 4 октября 2019 года, в котором фигурирует образ Вечного жида Агасфера.
- Российская рок-группа «Мозаика» в 1983 году записала магнитоальбом «Хаос», в котором есть песня «Агасфер».
- Российская группа «Изморозь» в альбоме 2019 года «Культ» записала песню Агасфер.